# Dunbar Head
Das Dunbar Head ist eine felsige und über 200 m hohe Landspitze an der nördlichen Hillary-Küste des ostantarktischen Viktorialands. Sie ragt 17,5 km südöstlich des Mount Morning auf halber Strecke zwischen dem Eastface-Nunatak und den Birthday Bluffs in das Ross-Schelfeis hinein.
Das Advisory Committee on Antarctic Names benannte die Landspitze 1999 nach Nelia W. Dunbar (* 1962) vom New Mexico Institute of Mining and Technology in Socorro, New Mexico, die geologische Studien am Mount Erebus, in den Allan Hills, am Mount Takahe und in den Crary Mountains betrieben hatte.